# Bourse d'Afrique de l'Est
La Bourse d'Afrique de l'Est (en anglais: East Africa Exchange) (EAX) est une bourse régionale de matières premières, financée par des fonds privés. Lancée en juillet 2014, son objectif principal est de créer un marché transparent et efficace pour mettre en relation acheteurs et vendeurs de matières premières agricoles et, de plus en plus, de minéraux et d'autres produits, dans la Communauté d'Afrique de l'Est (CAE) et au-delà.
EAX s'occupe principalement de matières premières agricoles, visant à remédier aux inefficacités du marché et à améliorer les moyens de subsistance des petits exploitants agricoles. Il offre un environnement commercial structuré pour des produits qui, auparavant, étaient négociés de manière informelle.

## Histoire
L’idée d’une bourse régionale des produits de base a gagné du terrain au début des années 2010, reconnaissant la nécessité de formaliser le commerce agricole et d’autonomiser les agriculteurs d’Afrique de l’Est,.
Avant même son lancement officiel, EAX a conclu avec succès sa première vente aux enchères commerciale régionale, en vendant du maïs entre un vendeur ougandais et un acheteur rwandais, démontrant ainsi son potentiel transfrontalier,.
En 4 juillet 2014, l'East Africa Exchange a été officiellement lancé à Kigali, au Rwanda.